# Maison forte de Neuvelle
La maison forte de Neuvelle est une ancienne demeure fortifiée située à Ladoix-Serrigny en Bourgogne-Franche-Comté .

## Localisation
La maison forte est relativement isolée un kilomètre à l'est du village de Serrigny ; au centre du hameau de Neuvelle .

## Historique
En 1474 Jean de Fussey, seigneur de Sivry-en-Montagne, hérite de la maison de Neuvelle du comte de Charny. En 1548, Charles de Fussey, seigneur de Serrigny, y réside, son château de Serrigny étant en ruine. En 1637, les châteaux de Serrigny et Neuvelle reviennent à Anne Thiroux, veuve d'Abraham Grozelier, bourgeois de Beaune. En 1774 l'abbé Courtépée mentionne "Neuvelle, qui avait un château avec chapelle de Saint-Rémi, ruinée"[réf. souhaitée].

## Architecture
Au fond d'une cour de ferme, le dernier vestige de la maison forte de Neuvelle est un bâtiment rectangulaire d’un étage sous toit en croupe. Coté cour, la façade ouest présente une baie à linteau trèflé ; la façade est support en son centre d'une tourelle d'escalier octogonale demi-hors-œuvre, éclairée d'une baie à accolade. Les autres bâtiments de la ferme sont modernes[réf. souhaitée].
La ferme, y compris la chambre à four est inscrite aux monuments historiques par arrêté du 8 octobre 1992.